# Симанологская волость
Симанологская волость — упразднённые административно-территориальная единица 3-го уровня и муниципальное образование со статусом сельского поселения в Струго-Красненском районе Псковской области России.
Административным центром была деревня Ровное.

## Население
Численность населения Симанологской волости по переписи населения 2002 года составила 657 жителей.

## Населенные пункты
В состав волости в 2001 году входило 17 деревень: Ровное, Высокое, Гаврилова Гора, Замошье, Заречье, Красный Дубок, Курско, Лычно, Мошнино, Новая Жизнь, Рожник, Рокино, Сафронова Гора, Симанский Лог, Сосновка, Творожково, Хитрово.

## История
Территория этой бывшей волости в 1927 году вошла в Струго-Красненский район в виде ряда сельсоветов, в том числе Симанологского сельсовета.
В ноябре 1928 года Аксовский и Рецкий сельсоветы были включены в Симанологский сельсовет; Софроногорский сельсовет был включён в Рожницкий сельсовет.
Указом Президиума Верховного Совета РСФСР от 16 июня 1954 года Рожницкий сельсовет был включён в Симанологский сельсовет.
Решением Псковского облисполкома от 26 октября 1959 года Сиковицкий сельсовет был включён в Симанологский сельсовет.
Решением Псковского облисполкома от 14 октября 1961 года, в связи с переносом центра в деревню Марьино, Ширский сельсовет был переименован в Марьинский сельсовет.
Решением Псковского облисполкома от 17 мая 1967 года из части Симанологского сельсовета был восстановлен Сиковицкий сельсовет.
Постановлением Псковского областного Собрания депутатов от 26 января 1995 года все сельсоветы в Псковской области были переименованы в волости, в том числе Симанологский сельсовет был превращён в Симанологскую волость.
Законом Псковской области от 28 февраля 2005 года в составе муниципального образования Струго-Красненский район со статусом муниципального района было также образовано муниципальное образование Симанологская волость со статусом сельского поселения с 1 января 2006 года.
На референдуме 1 марта 2009 года было поддержано объединение Марьинской с Симанологской волостью (д. Ровное). Законом Псковской области от 5 ноября 2009 года Симанологская волость была упразднена и к 1 января 2010 года включена в Марьинскую волость.